# Jetour (marca)
Jetour és una marca d'automòbils llançada el 2018 per Chery sota Chery Commercial Vehicle. El nom xinès de la marca es pronuncia "Jietu", millor traduït com "Victory Road". És la marca econòmica de Chery per a crossovers i SUV.

## Història
La marca Jetour es va llançar el 22 de gener de 2018. Durant el llançament de la marca, també es va presentar el SUV crossover Jetour X70 original, muntat en un nou xassís anomenat iPeL, o plataforma intel·ligent de xarxa electrònica i lleugera. Més tard, a l'abril, durant el Saló de l'Automòbil de Pequín de 2018, Jetour va presentar el Jetour X Electric Concept Car, que presentava el SUV crossover Jetour X90.
L'abril de 2023, durant el Saló Internacional de l'Automòbil de Manila de 2023, es va llançar la marca Jetour per al mercat filipí. La marca es va llançar al mercat rus el 2023.

## Productes
- Jetour Ice Cream[6] (Rebadged Chery QQ Ice Cream EV exclusivament per a Filipines)
- Jetour Dasheng/Dashing
- Jetour X-2
- Jetour X70
- Jetour X70S
- Jetour X70 Coupe
- Jetour X70 Plus
- Jetour X90
- Jetour X90 Plus
- Jetour X95
- Jetour Traveller (T-1)
- Jetour Shanhai L9

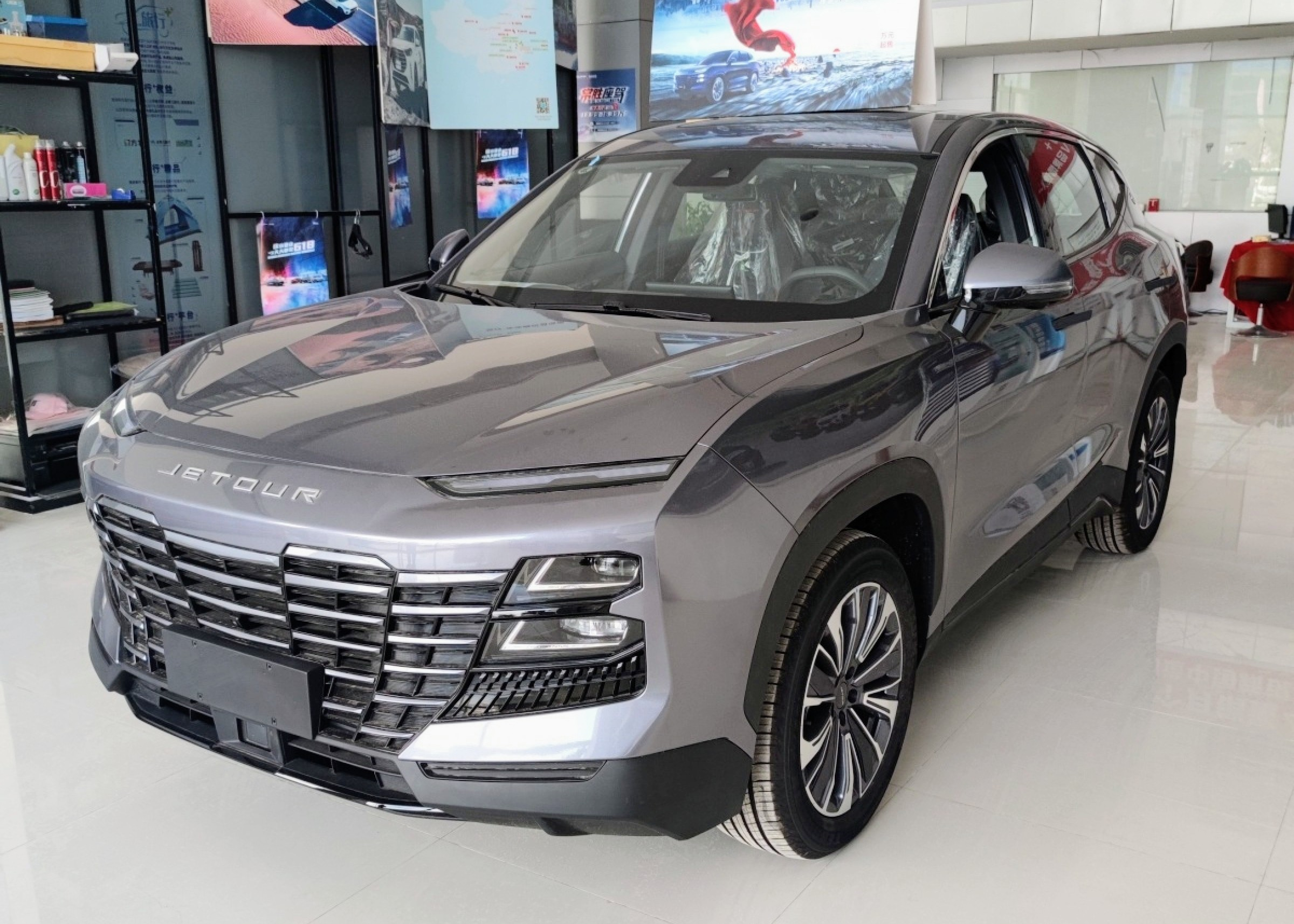
Jetour Dashing
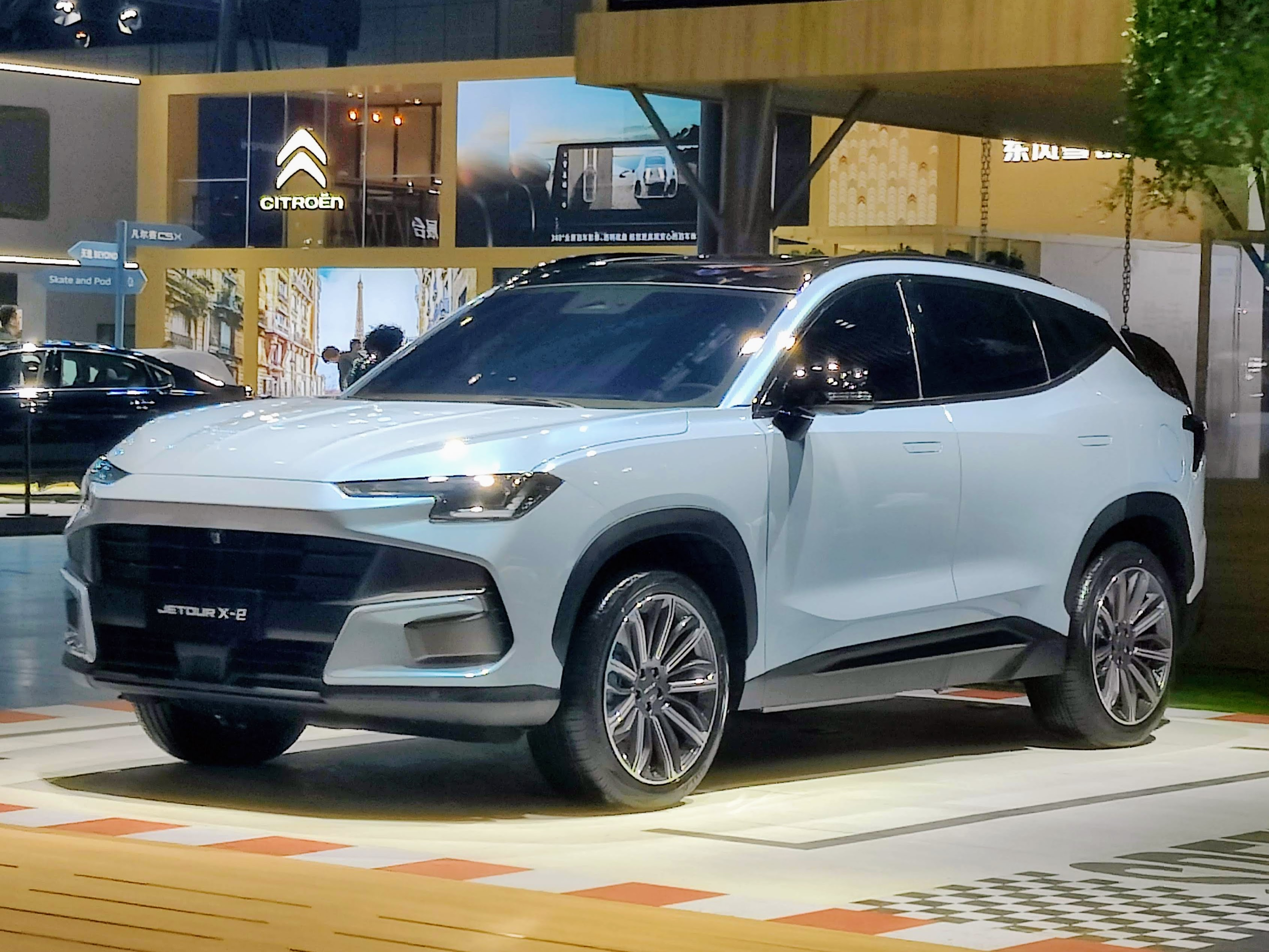
Jetour X-2
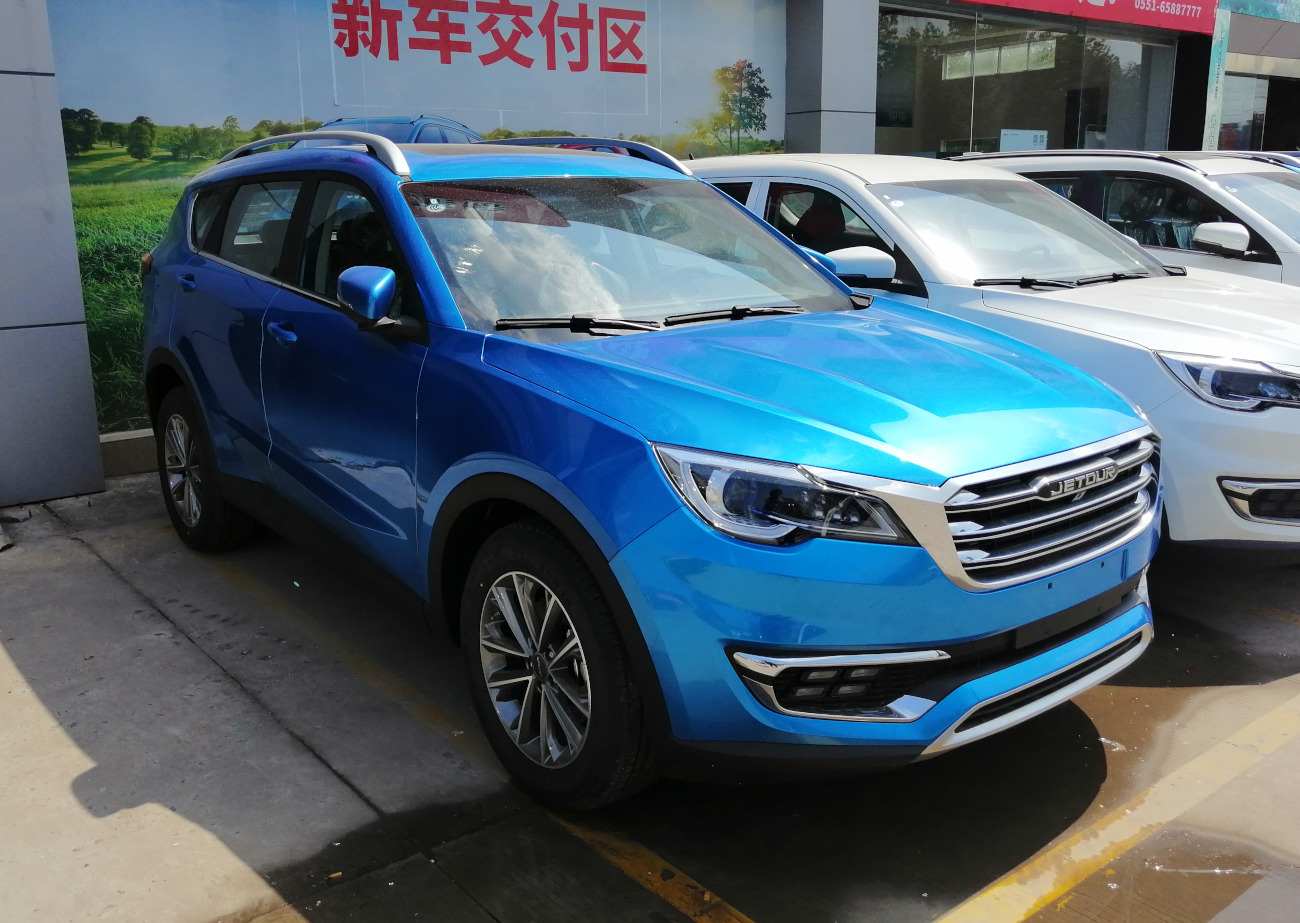
Jetour X70
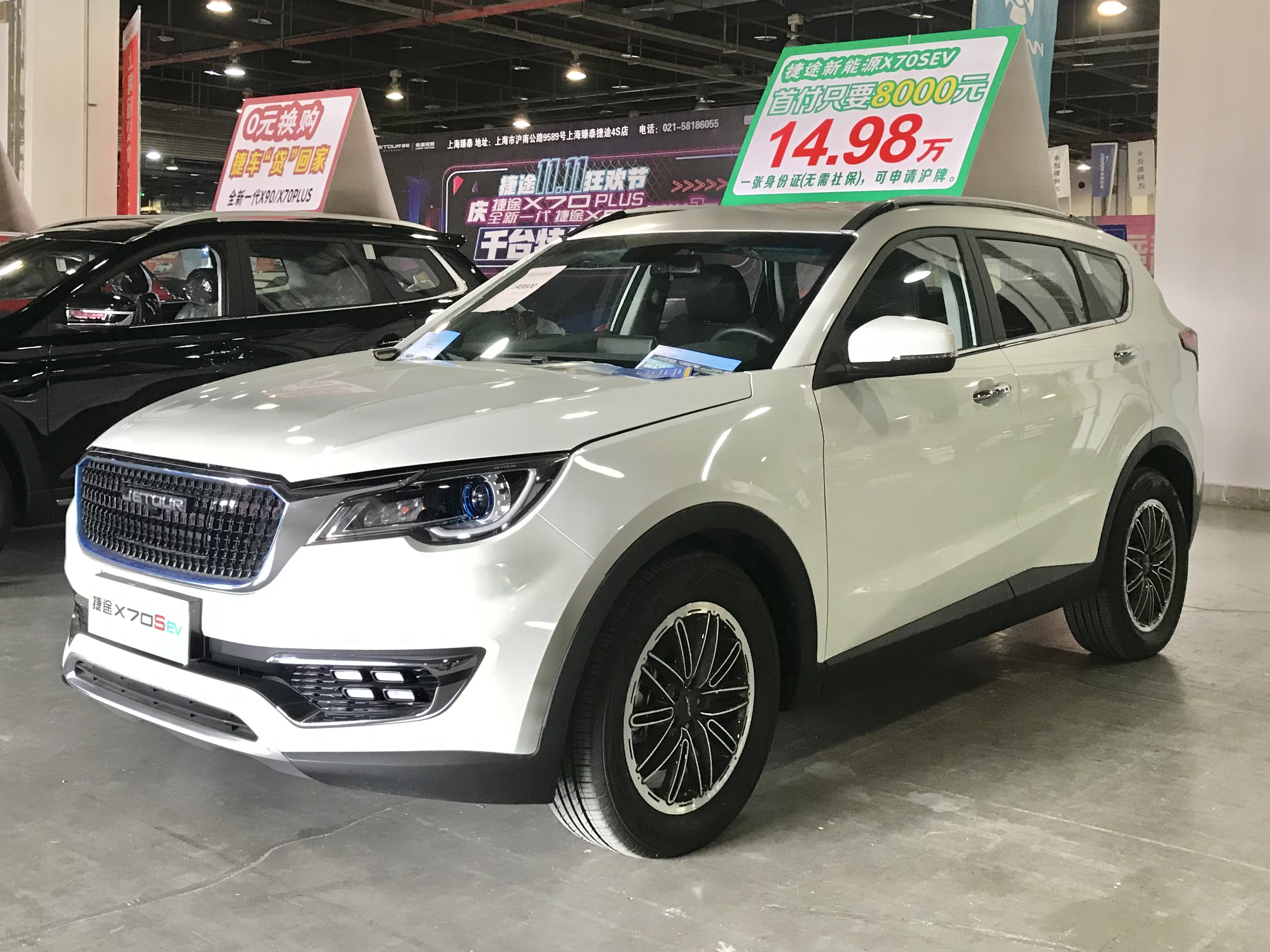
Jetour X70 S
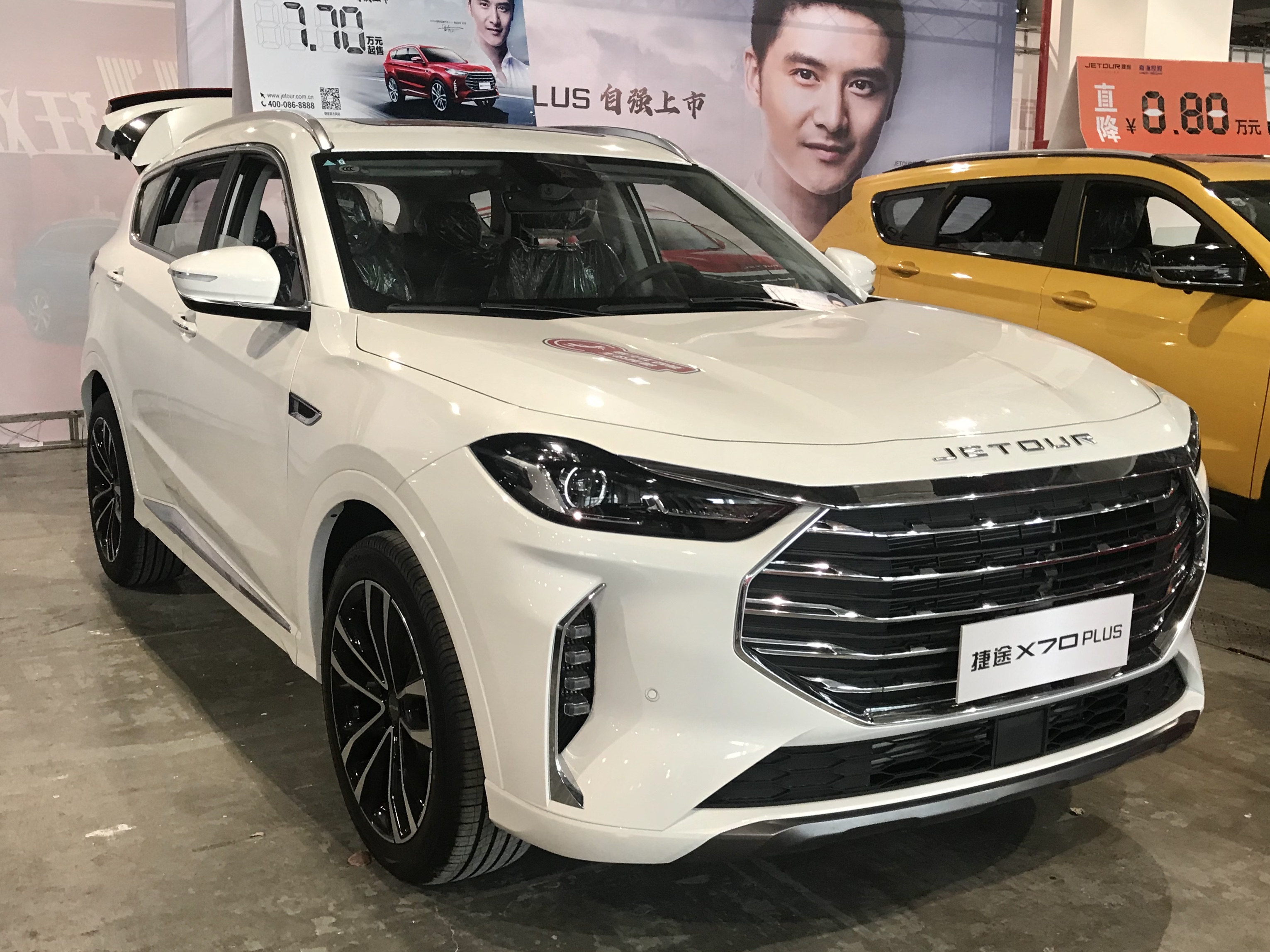
Jetour X70 Plus
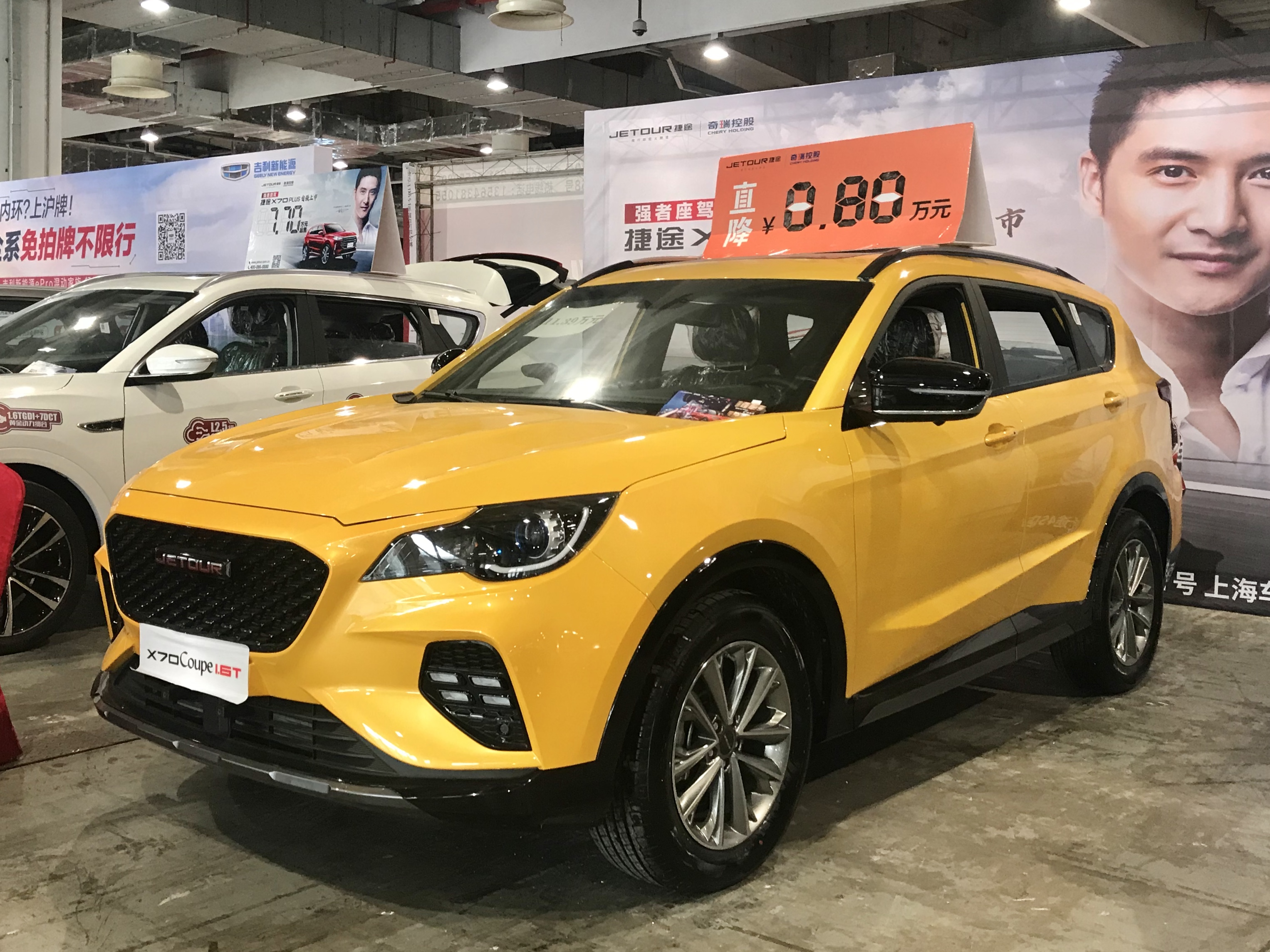
Jetour X70 Coupe
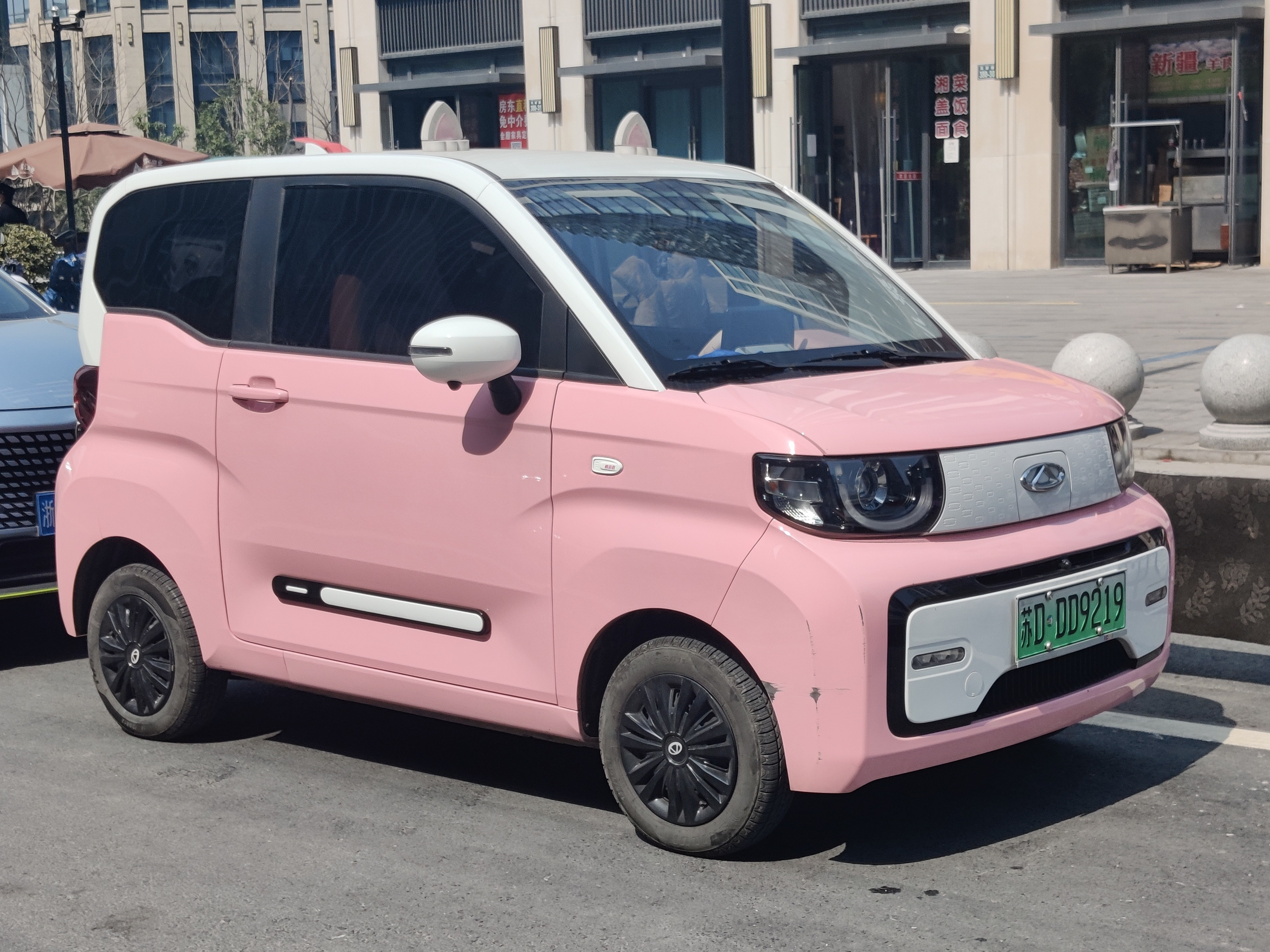
Jetour Ice Cream
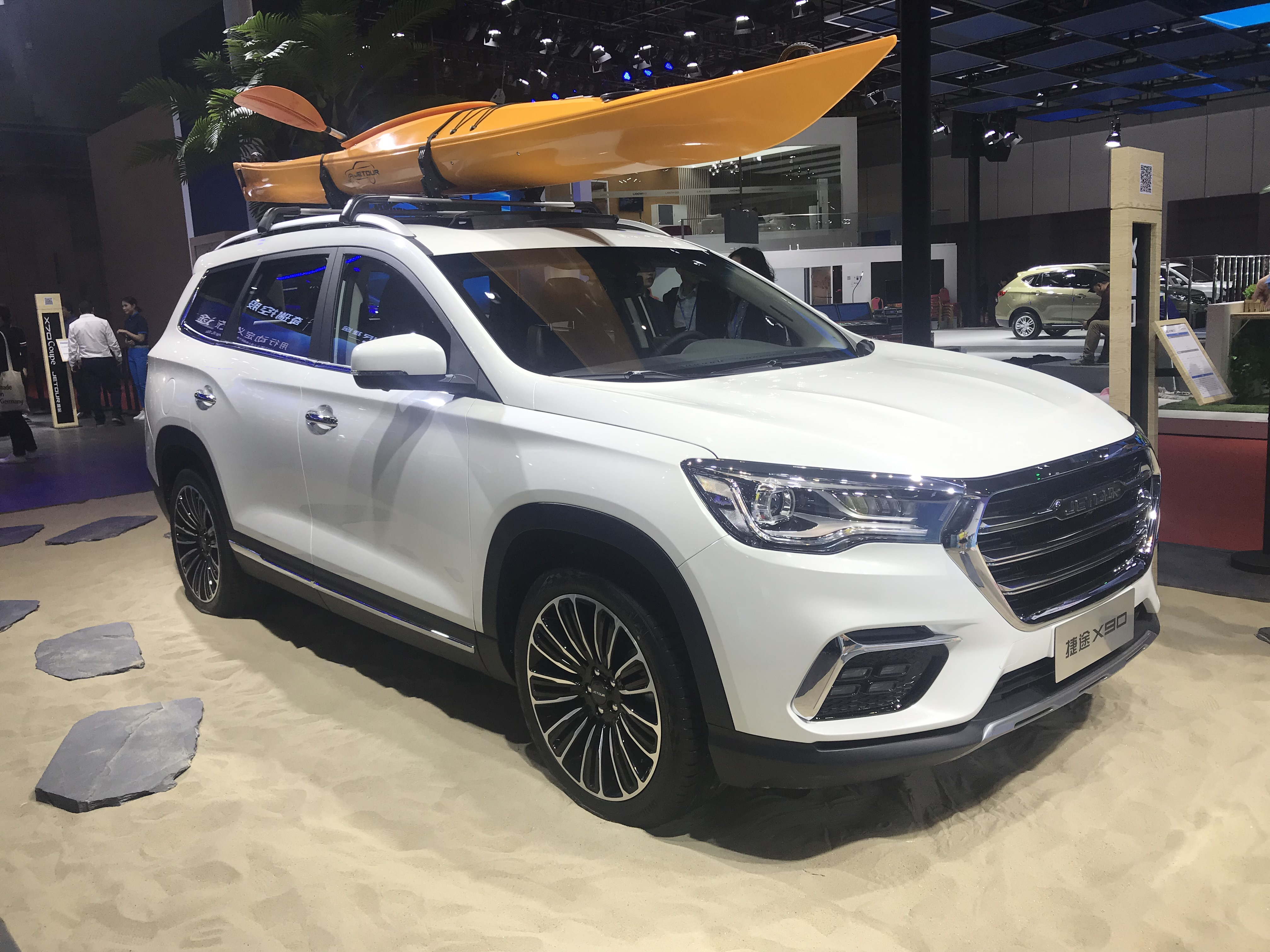
Jetour X90
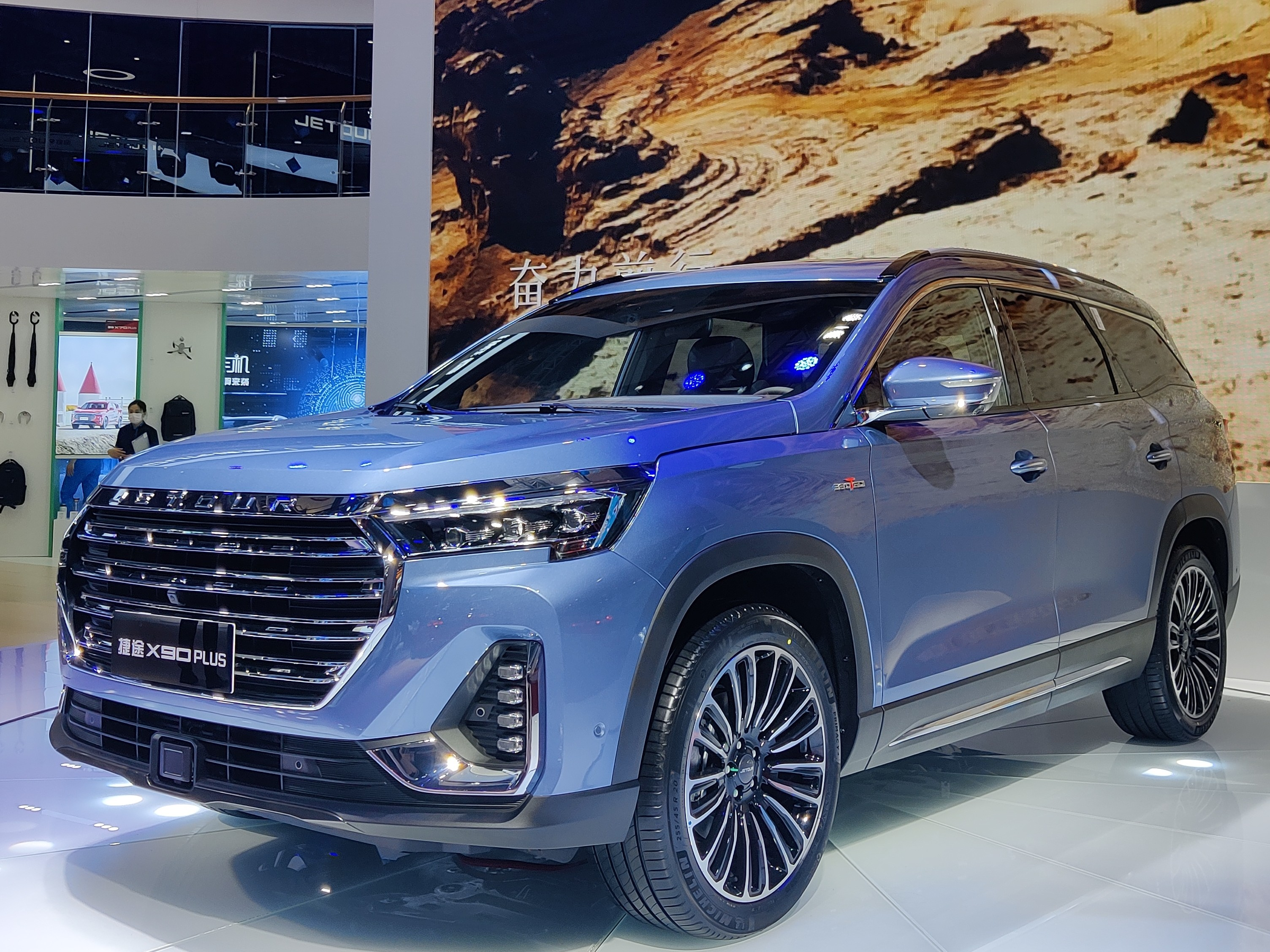
Jetour X90 Plus
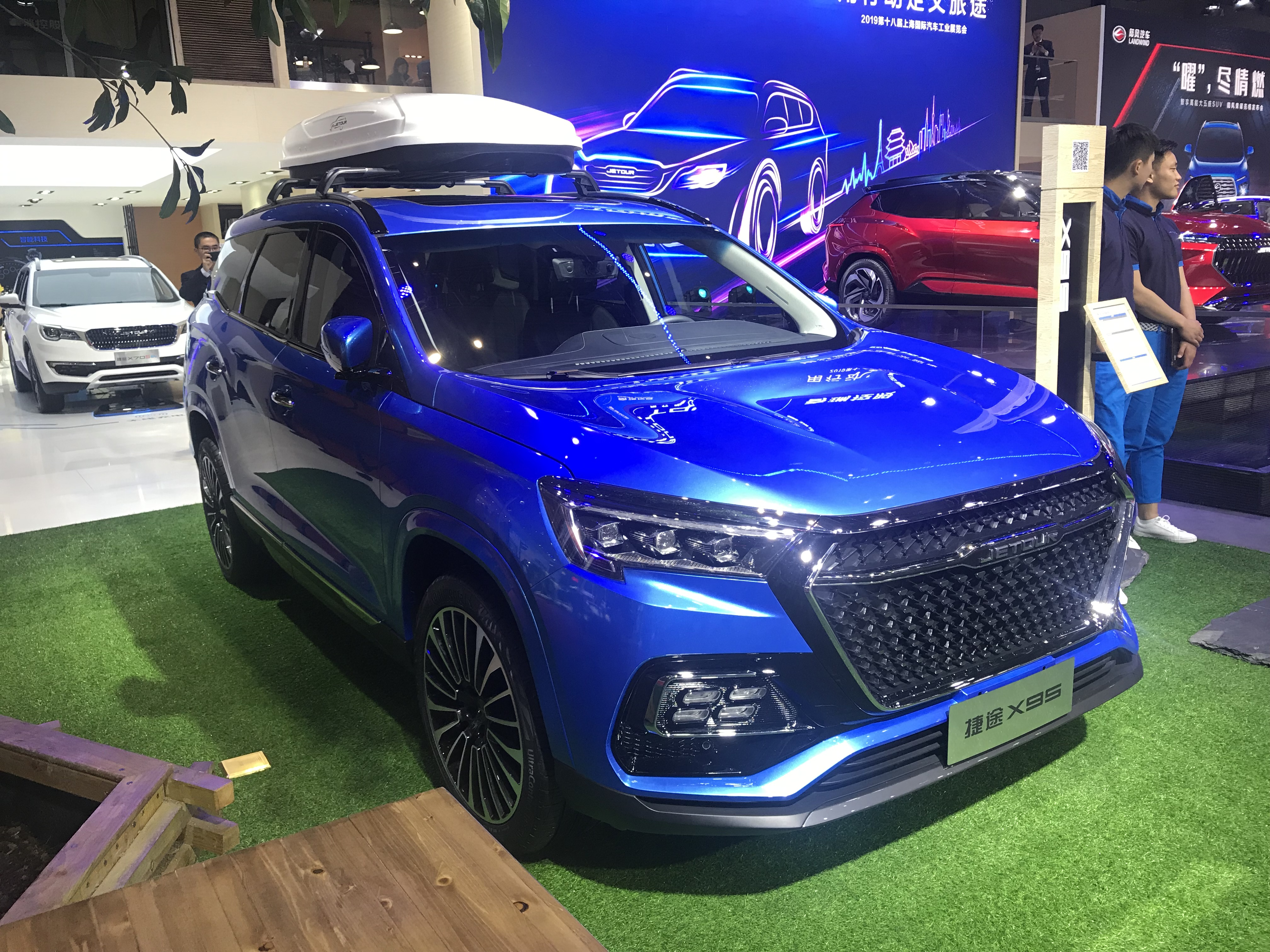
Jetour X95
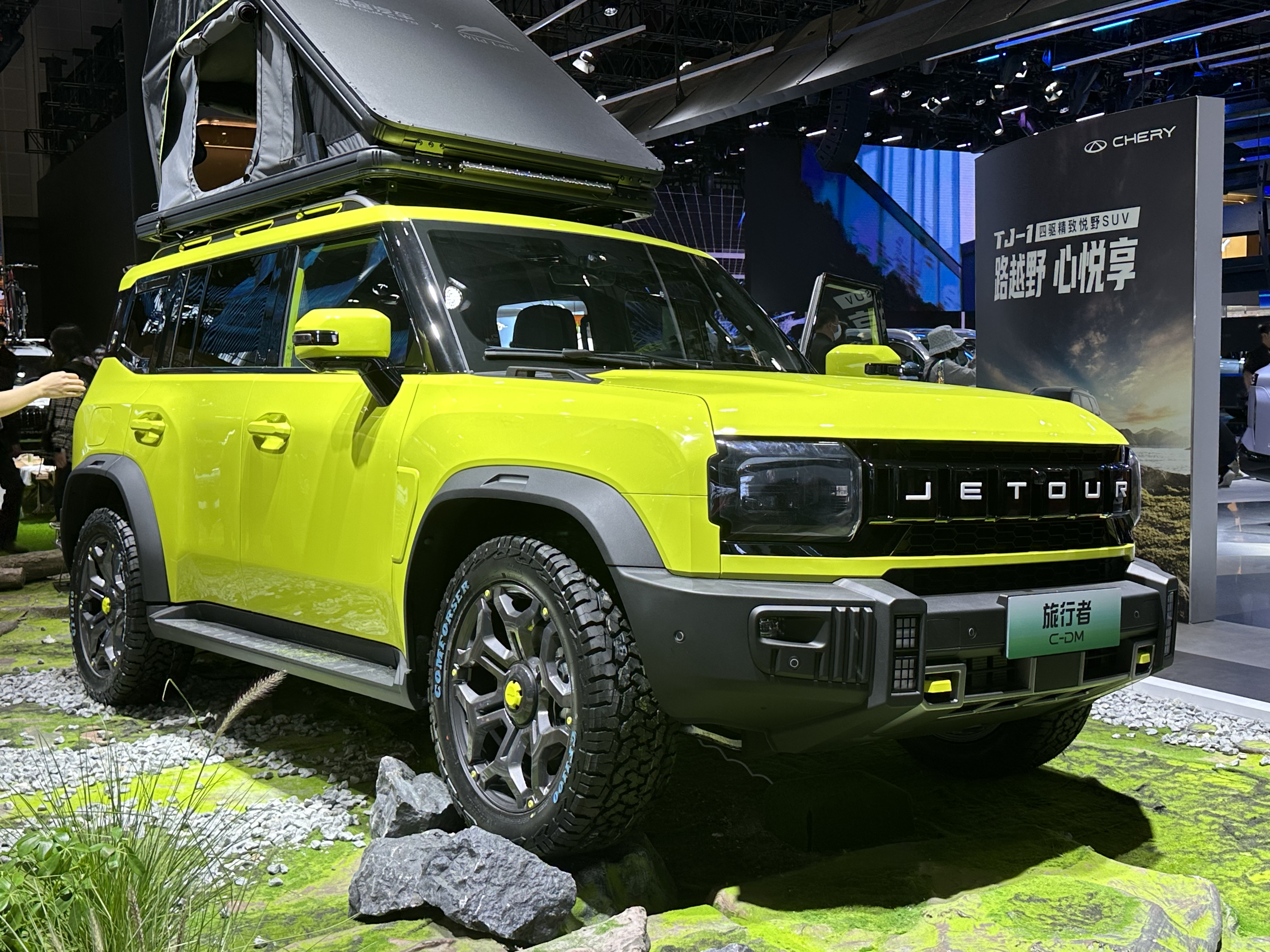
Jetour Traveller

## Conceptes
- Jetour T-X, Jetour Traveller (T-1) concept